# Vlajka esperanta
| Esperanto |  |
| |  |
| Jazyk |  |
| |  |
| - Akademie esperanta - Gramatika - Slovníky - Esperantologie - Abeceda - Číslovky - Fundamento - lernu! - Letní škola esperanta                                                                             |  |
| |  |
| Organizace |  |
| |  |
| - UEA - TEJO - E@I - EEU - SAT - Český esperantský svaz - Česká esperantská mládež - Esperantské kluby - Katolíci                                                                                           |  |
| |  |
| Dějiny |  |
| |  |
| - Ludvík Lazar Zamenhof - Časová osa - Buloňská deklarace - Ido-schizma - Krize ata/ita - Neutrální Moresnet - Interhelpo - Pražský manifest - Bona Espero - Esperantské město                              |  |
| |  |
| Kultura |  |
| |  |
| - Esperantská setkání - Pasporta Servo - Hudba - Rozhlas - Finvenkismus - Homaranismus - Kabei - Politika - La Espero - Stelo - Symboly (vlajka) - UK - IJK - Esperantista - Rodilí mluvčí - Zamenhofův den |  |
| |  |
| Literatura |  |
| |  |
| - Autoři - Esperantské časopisy - Esperantské slovníky - PIV - Wikipedie - KAEST |  |
| |  |
| Úhly pohledu |  |
| |  |
| - Propedeutická hodnota - Srovnání s idem - Srovnání s interlinguou - Reformy - Odpor vůči esperantu |  |

Vlajka esperanta, Esperantská vlajka nebo Zelená vlajka je jedním ze symbolů Esperantského hnutí a vlajka jazyka esperanto. Esperantisté používají tuto vlajku k reprezentování svého jazyka.
Esperantská vlajka je tvořena zeleným listem o poměru stran 2:3 s bílým karé, ve kterém je zelená pěticípá hvězda. Není přesně určeno, který odstín zelené na vlajce má být, nejčastěji se však používá ten na uvedeném obrázku.
Původně se jednalo o vlajku esperantského klubu ve francouzském Boulogne-sur-Mer. Použití zelené barvy a pěticípé hvězdy iniciovala švédská esperantistka G. Jonson. Zelená barva a symbol hvězdy se zpočátku používaly především k označení knih napsaných v jazyce esperanto – tento zvyk započal Louis de Beaufront. S konečným návrhem vlajky přišli v roce 1893 C. Rjabinis a P. Deullin. Zelená barva symbolizuje naději, pět vrcholů hvězdy představuje pět kontinentů a bílé karé reprezentuje mír. Jako vlajka esperanta byla oficiálně přijata až roku 2001.

Esperantská vlajka
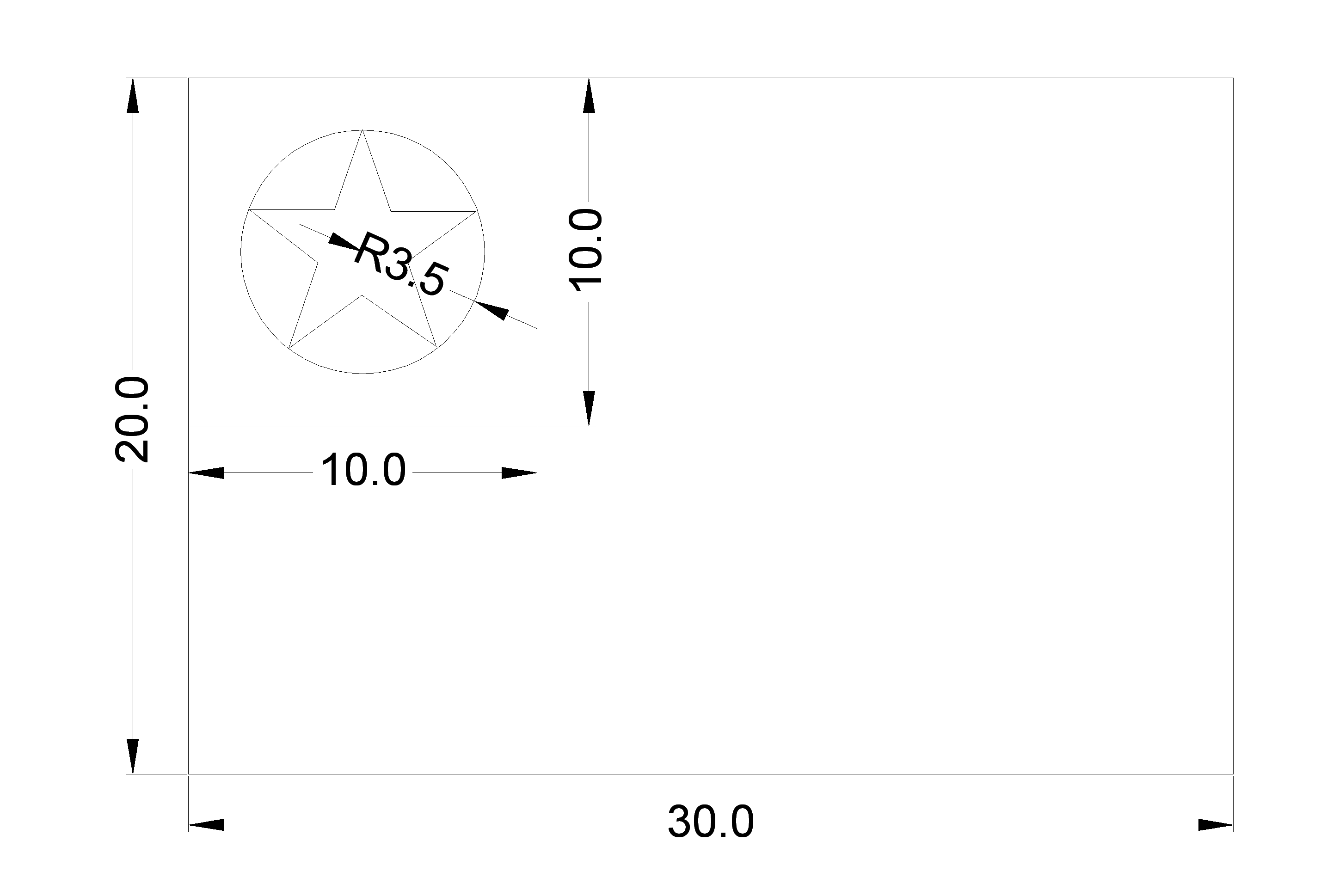
Rozměry esperantské vlajky